# Růžohorská rozsocha

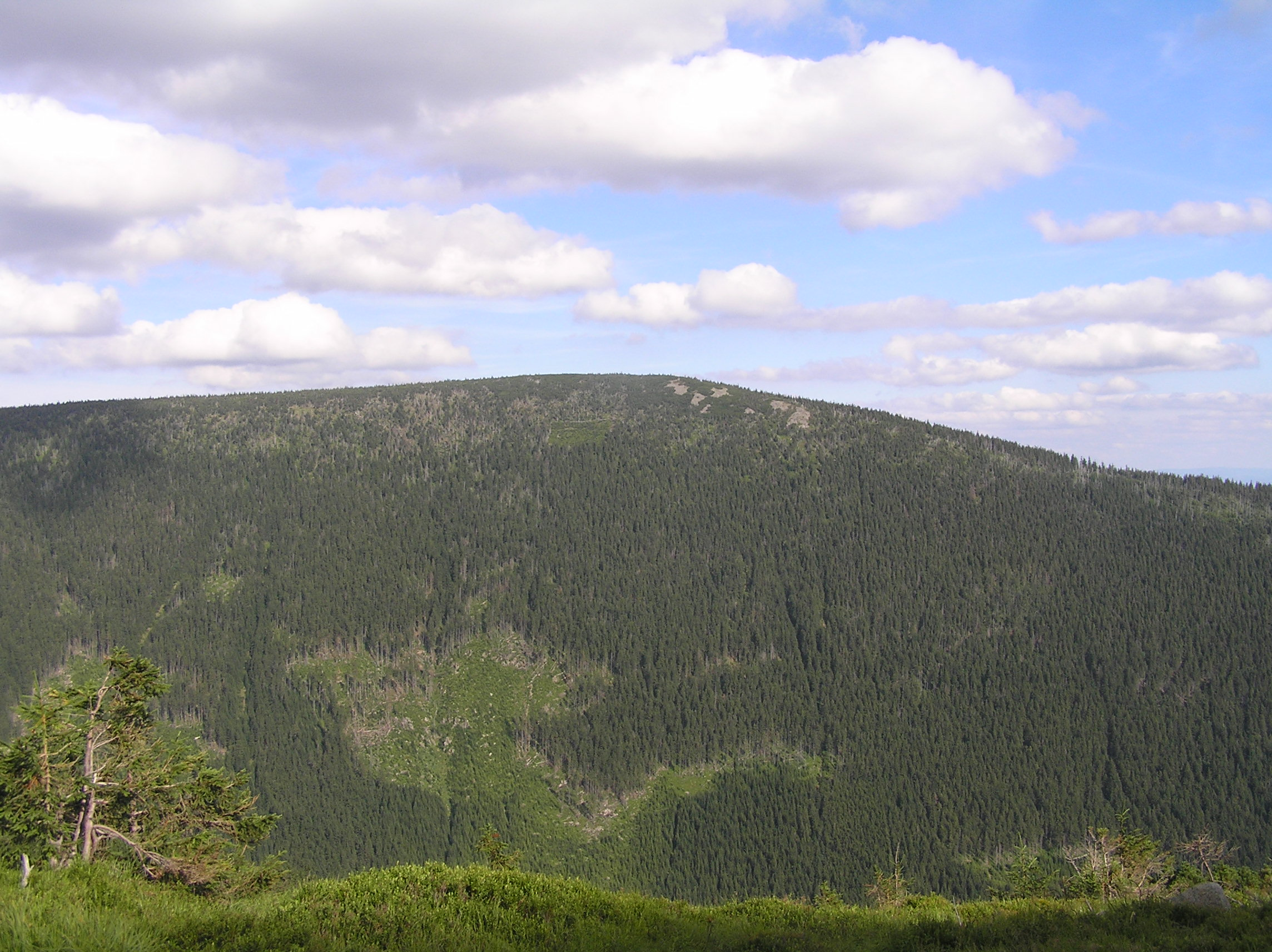
Růžová hora od západu, nejvyšší bod Růžovohorských rozsoh

Růžohorská rozsocha je geomorfologický podokrsek Krkonoš. Nachází se v jejich východní části a v severní části Královéhradeckého kraje v okresu Trutnov. Nejvyšší horou Růžohorské rozsochy je Růžová hora (1390 m).

## Geomorfologie
Růžohorská rozsocha náleží do geomorfologického celku Krkonoš, podcelku Krkonošské rozsochy a okrsku Růžovohorská hornatina. Tvoří ji dvojice rozsoch vybíhající jižním směrem z Východního Slezského hřbetu oddělených od sebe Lvím dolem. První vybíhá z masívu Sněžky a je tvořena trojicí vrcholů Růžová hora (1390 m), Pěnkavčí vrch (1105 m) a Červený vrch (961 m). Druhá vybíhá z masívu Svorové hory a tvoří ji jediný vrchol Jelení hora (1172 m). Na západě a jihu ji od Černohorské rozsochy odděluje údolí Úpy. Na severozápadě v Obřím dole tvoří Úpa i krátkou hranici s Východním Českým hřbetem. Východní hranici s Maloúpskou rozsochou tvoří řeka Malá Úpa. Patří k ní ale část jižního svahu krátkého hřebenu tvořeného vrcholy Tabule a Čelo, díky čemuž zasahuje v prostoru Pomezních Bud až k polské státní hranici.
| Geomorfologické členění Krkonoš                                                      | Geomorfologické členění Krkonoš | Geomorfologické členění Krkonoš                                                        |
| ------------------------------------------------------------------------------------ | ------------------------------- | -------------------------------------------------------------------------------------- |
| ČESKÁ VYSOČINA • Krkonošsko-jesenická subprovincie • Krkonošská oblast               |                                 |                                                                                        |
| KRKONOŠSKÉ HŘBETY                                                                    | Slezský hřbet                   | Západní Slezský hřbet (Vysoké kolo, 1510 m) Východní Slezský hřbet (Sněžka, 1603 m)    |
| KRKONOŠSKÉ HŘBETY                                                                    | Český hřbet                     | Západní Český hřbet (Kotel, 1435 m) Východní Český hřbet (Luční hora, 1556 m)          |
| KRKONOŠSKÉ ROZSOCHY                                                                  | Vilémovská hornatina            | Kapradnická hornatina (Bílá skála, 968 m) Rokytnická hornatina (Čertova hora, 1023 m)  |
| KRKONOŠSKÉ ROZSOCHY                                                                  | Vlčí hřbet                      | nečlení se (Vlčí hřeben, 1140 m)                                                       |
| KRKONOŠSKÉ ROZSOCHY                                                                  | Žalský hřbet                    | nečlení se (Mechovinec, 1081 m)                                                        |
| KRKONOŠSKÉ ROZSOCHY                                                                  | Černohorská hornatina           | Stráženská rozsocha (Zadní Planina, 1423 m) Černohorská rozsocha (Liščí hora, 1363 m)  |
| KRKONOŠSKÉ ROZSOCHY                                                                  | Růžohorská hornatina            | Růžohorská rozsocha (Růžová hora, 1396 m) Maloúpská rozsocha (Lysečinská hora, 1190 m) |
| KRKONOŠSKÉ ROZSOCHY                                                                  | Rýchory                         | nečlení se (Dvorský les, 1035 m)                                                       |
| VRCHLABSKÁ VRCHOVINA                                                                 | Janský hřbet                    | nečlení se (Zlatá vyhlídka S, 810 m)                                                   |
| VRCHLABSKÁ VRCHOVINA                                                                 | Lánovská vrchovina              | nečlení se (Sovinec, 765 m)                                                            |
| PROVINCIE • Subprovincie • Oblast / Celek / PODCELEK • Okrsek • Podokrsek • (vrchol) |                                 |                                                                                        |

## Vodstvo
Západní svahy Růžohorské rozsochy odvodňuje Úpa, východní Malá Úpa. V jižním zakončení rozsochy se nalézá jejich soutok. Lvím dolem v prostřední části rozsochy protéká Jelení potok, který se do Malé Úpy zprava vlévá ve Spáleném Mlýně.

## Vegetace
Souvislý hospodářský porost Smrku ztepilého je v současné době rozrušen četnými pasekami. Vrcholová partie Růžové hory je porostlá klečí. Nachází se zde několik nevelkých lučních enkláv (např. Šímovy Chalupy), jediná rozsáhlejší luční oblast se rozkládá na jižním svahu Pěnkavčího vrchu.

## Ochrana přírody
Celý prostor Růžohorské rozsochy se nachází na území Krkonošského národního parku.

## Komunikace
Veřejné silniční komunikace pouze kopírují obvod rozsochy, konkrétně se jedná o silnice II/296 a II/252. Luční enklávy a lesní porosty uvnitř území rozsochy obsluhují neveřejné komunikace různého charakteru. Nejvýznamnější z nich spojuje Velkou Úpu přes Janovy Boudy se Spáleným Mlýnem, druhá pak obsluhuje Lví důl a úbočí Jelení hory. Nejdůležitější turistická trasa je žlutě značená hřebenová Kubátova cesta ze Sněžky k soutoku Úp, ze které odbočuje několik značených tras do přilehlých údolí. Masív Jelení hory není turistickými trasami obsluhován.

## Stavby
Kromě svahů Pěnkavčího vrchu, kam zasahuje roztroušená zástavba obcí Velká a Malá Úpa, se na nevelkých lučních enklávách vyskytují horské chalupy. Na Růžové hoře má přestupní stanici Lanová dráha Pec pod Sněžkou - Sněžka, která mohla mít dle pamětníků ve své dolní části v závěru třicátých let nákladní předchůdkyni sloužící k dopravě materiálu ke právě se rozbíhající výstavbě pohraničních opevnění. Lanovka ale údajně nebyla dokončena. Lanová dráha Velká Úpa - Portášovy Boudy je zakončena v sedle mezi Růžovou horou a Pěnkavčím vrchem. V jejím areálu se nachází nejvýznamnější lyžařské centrum.